# Radôstka
Radôstka és un poble i municipi d'Eslovàquia que es troba a la regió de Žilina, al centre-nord del país.

## Demografia
| Godina             | 1994 | 2004   | 2014   | 2024   |
| ------------------ | ---- | ------ | ------ | ------ |
| Nombre de persones | 852  | 886    | 829    | 770    |
| Diferència         |      | +3,99% | −6,43% | −7,11% |

| Godina             | 2023 | 2024   |
| ------------------ | ---- | ------ |
| Nombre de persones | 779  | 770    |
| Diferència         |      | −1,15% |